# Воккенфус, Клаус
Клаус Воккенфус (нем. Klaus Wockenfuß; род. 29 августа 1951, Ратцебург) — немецкий шахматист, международный мастер (1987).
В составе сборной ФРГ участник 22-й Олимпиады (1976) в Хайфе. В том же году завоевал золотую медаль чемпионата ФРГ по шахматам.

## Изменения рейтинга
| Графики недоступны из-за технических проблем. См. информацию на Фабрикаторе и на mediawiki.org. |